# Miss Black and Her Friends
Miss Black and Her Friends - to pierwszy minialbum brytyjskiego zespołu Ladytron. Został wydany w 1999 roku wyłącznie w Japonii. Wszystkie utwory oprócz "Miss Black" zostały później wydane ponownie na debiutanckim albumie zatytułowanym 604.

## Lista utworów
1. "Miss Black" - 1:52
2. "Paco" - 2:59
3. "Playgirl" - 3:52
4. "CSKA Sofia" - 2:33
5. "Another Breakfast with You" - 3:03
6. "He Took Her to a Movie" - 3:06
7. "Commodore Rock" - 4:47
8. "Skools Out" - 4:47